# Neufelder See
Neufelder See är en sjö i Österrike.   Den ligger i förbundslandet Burgenland, i den östra delen av landet, 40 km söder om huvudstaden Wien. Neufelder See ligger 223 meter över havet.
Följande samhällen ligger vid Neufelder See:
- Neufeld an der Leitha (3 158 invånare)

Trakten runt Neufelder See består till största delen av jordbruksmark. Runt Neufelder See är det ganska tätbefolkat, med 93 invånare per kvadratkilometer.